# Lande
Lande (pers. لنده) – miasto w Iranie, w ostanie Kohgiluje wa Bujerahmad. W 2006 roku miasto liczyło 10 540 mieszkańców w 1991 rodzinach.